# 戸田建設
戸田建設株式会社（とだけんせつ）は、東京都中央区京橋に本社を置く、日本の総合建設会社（準大手ゼネコン）。ブランドスローガンは「Build the Culture. 人がつくる。人でつくる。」。

## 概要
売上の62.8％を建築事業が占める建築を主体事業とする企業。横浜税関庁舎や愛知県本庁舎、早稲田大学大隈講堂など戦前から官公庁や大学関連に数多くの実績を持つ。また医療・福祉関連施設に強みを持ち、虎の門病院や埼玉県立がんセンターなど多くの病院建築を手掛けている。東京駅周辺の大丸有エリアで超高層ビルを手掛ける数少ないゼネコンのうちの１つでもあり、大手町フィナンシャルシティグランキューブや常盤橋タワーなどを手掛けたことでも知られる。
1999年からは土木を主体とする準大手ゼネコンの西松建設と技術提携を結んでいる。また、2024年から戸田建設・西松建設・奥村組の3社で土木工事におけるシステム連携・共同利用、データ連携・活用を共に行う共同研究開発に関する契約を締結し、「土木工事プラットフォーム」の構築を開始した。
もっとも大きな特徴として堅実経営が挙げられ、ゼネコン屈指の強固な財務体質を備える。自己資本比率39.1%と、業界トップレベルの安定性を持ち、有利子負債を上回る預金を持っており、事実上の稀有な無借金ゼネコンでもある。こういった良好な財務体質から、R&Iの格付けにおいて、大手ゼネコンに並ぶA-に位置づけられるなど、社会的な信用・評価は高い。
2019年から旧本社ビルの(旧)TODA BUILDINGの解体が始まり、2021年には低層部にはミュージアム・ホール・ギャラリー・ショップ等の文化施設、高層部にはオフィスフロアを構える(新)TODA BUILDINGの新築工事が着工。2024年9月30日に竣工した。
また、経済産業省によって2023年度に健康経営優良法人、2019年、2020年、2021年、2022年、2024年度に健康経営優良法人（ホワイト500）認定されている。
パリ五輪カヌー・スラローム女子カナディアンシングル日本代表の岡﨑遥海は戸田建設所属。

## 沿革
- 1881年 - 東京の赤坂にて、戸田利兵衛が戸田方として建設請負業を開始。
- 1898年 - 京橋区大鋸町（現：中央区京橋一丁目）に移転[13]。
- 1908年 - 戸田方を戸田組へと改称。
- 1910年 - 初の海外工事として日英博覧会の出品陳列館の建設を担当[14]。
- 1915年 - 大鋸町近くの南伝馬町（現：京橋一丁目）に2軒目の社屋を建設[13]。
- 1923年 - 関東大震災により大鋸町、南伝馬町の両社屋が焼失。本郷区駒込神明町（現：文京区本駒込）に一時移転後、郵船ビルディングに移転[13]。
- 1929年 - 南伝馬町社屋跡地に本社社屋を再建[13]。
- 1936年 - 株式会社へと移行。
- 1956年 - 土木部門を新設[15]。
- 1963年 - 戸田組を戸田建設へと改称。
- 1961年 - 中央区京橋一丁目に本社ビル「新八重洲ビルディング」第一期竣工[13]。
- 1966年 - 新八重洲ビルディング第二期竣工[13]。
- 1969年 - 東京証券取引所2部上場。
- 1971年 - 東京証券取引所1部上場。大阪証券取引所1部上場。
- 1987年 - 三菱銀行の斡旋により業務提携をしていた島藤建設工業(現在の東京証券取引所スタンダードに上場していた)と経営統合[16]。
- 1995年 - ゼネコンとしては初のISO9001の認証取得。
- 2000年 - 業界初のゼロエミッションの達成[15]。
- 2006年 - 新八重洲ビルディングを「（旧）TODA BUILDING」に改称[13]。
- 2008年 - 設備会社である株式会社アペックより事業を譲り受け（M&A）、連結子会社として株式会社アペックエンジニアリングを設立。
- 2010年 - ゼネコンとして初のエコ・ファースト企業の認定を取得[15]。
- 2015年 - グローバルビジョン「“喜び”を実現する企業グループ」策定。
- 2016年 - 一般財団法人戸田みらい基金を設立[17][18]。
- 2018年 - 佐藤工業の全株式を取得し完全子会社化[19][20]。
- 2018年 - CDP（英語版）から「CDP Climate Change A List企業」に認定[21]。
- 2019年 - 建設業界で初めて国際的イニシアチブ「RE100」に加盟[15][22]。
- 2019年 - 戸田グループのロゴマークを制定[23]。
- 2019年 - （旧）TODA BUILDING建て替えのため、本社を中央区八丁堀の自社ビル「T-FIT HATCHOBORI」に仮移転[24]。
- 2021年 - （新）TODA BUILDING着工[13]。
- 2022年 - ブランドスローガン「Build the Culture. 人がつくる。人でつくる。」を策定[25]。
- 2023年 - 広瀬アリスを起用した新CMの放映開始[26]。
- 2024年 - 東京サンビームズの全株式を取得し、TGCゼネラルサービスバレーボール部を発足[27]。
- 2024年 - 9月30日、新社屋「TODA BUILDING」が竣工[28]。11月2日開業[28]。

## 京橋一丁目東地区計画（京橋彩区）

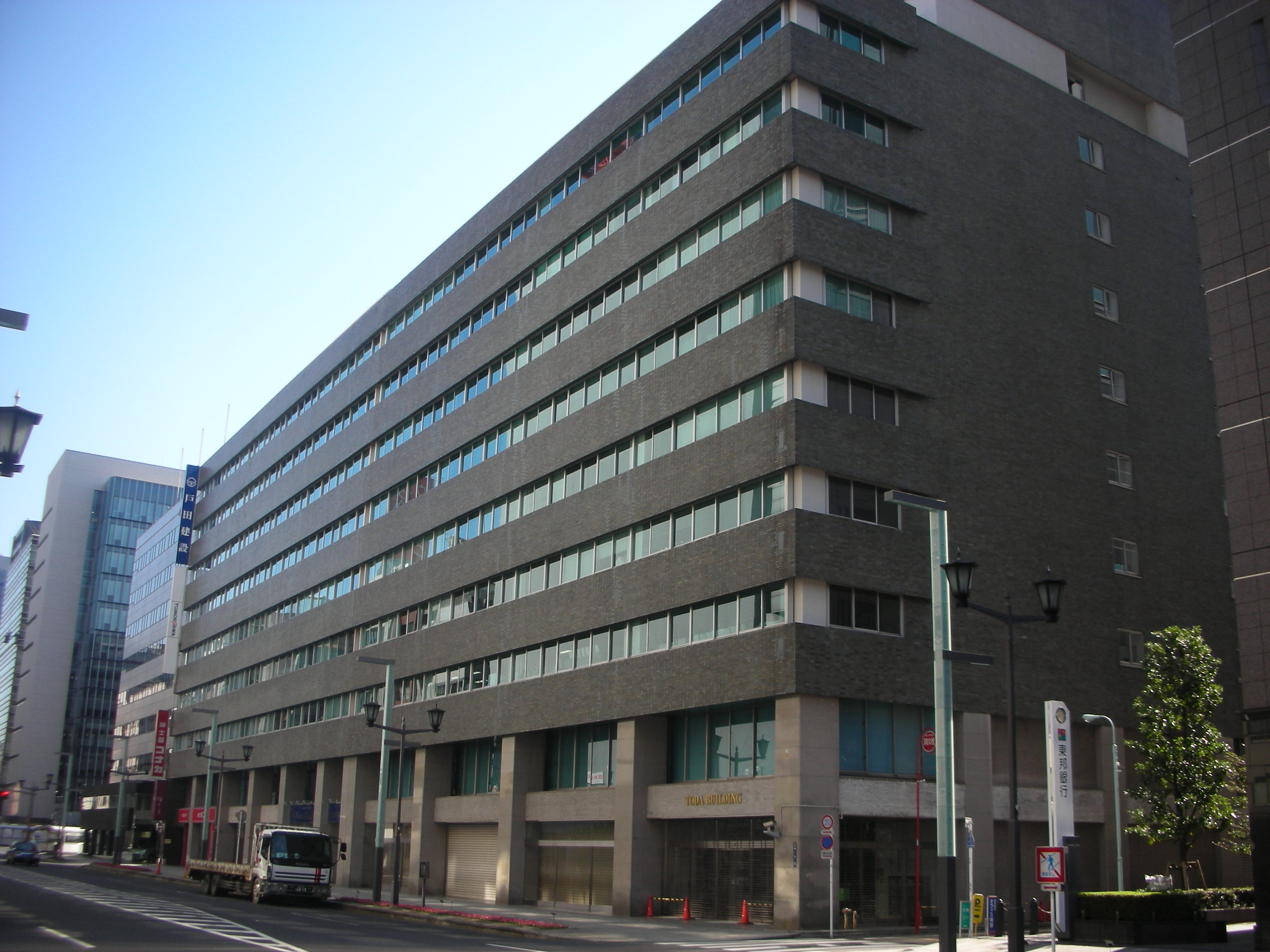
建て替えのため2020年に解体された旧本社ビル

京橋一丁目東地区計画は、京橋の地で120年以上社業を営む戸田建設が、本社建替えを機に、隣接街区（事業者：永坂産業、石橋財団）と共同して都市再生特別地区制度を活用し、「まちに開かれた、芸術・文化拠点の形成」をテーマに、それぞれが超高層複合用途ビルを建設する大規模開発である。TODA BUILDING（事業者：戸田建設）と隣接するミュージアムタワー京橋（事業者：永坂産業、石橋財団）とで構成される一都市計画二事業の大規模開発である。
TODA BUILDINGは地下3階・地上28階建ての超高層複合用途ビルで、1～6階をレストランやギャラリー、ホール、ミュージアムなどの芸術文化施設と商業施設、8～27階をオフィスフロアで構成されている。中でも8階には戸田建設グループのミュージアムとなる「TODA CREATIVE LAB “TODAtte?(トダッテ)”」が創設された。

## テレビCM
知名度向上を目指し、2023年9月からブランドスローガンである「Build the Culture.人がつくる。人でつくる。」をテーマに広瀬アリスを起用したテレビCMの放映を開始した。CM内で流れる楽曲「Jurassic」はNIKO NIKO TAN TANによる提供が行われている。
第1弾は2023年9月から放映が開始され、建設中の新本社ビル「TODA BUILDING」で撮影が行われた。
第2弾は2024年2月から放映が開始され、戸田建設が行う農業6次産業化（生産・加工・流通・販売の一体化）による地域活性化を⽬指すまちづくりをテーマにアグリサイエンスバレー常総（茨城県常総市）で撮影が行われた。
第3弾は2025年1月から放映が開始され、「防災トンネル」をテーマに戸田建設の土木事業が描かれた。

## 歴代社長
戸田方
- 初代戸田利兵衛:1881年 - 1908年

戸田組社長
- 初代戸田利兵衛：1908年 - 1920年

- 二代戸田利兵衛（富田繁秋）：1920年 - 1961年
- 戸田順之助：1961年 - 1963年

戸田建設社長
- 戸田順之助：1963年 - 1987年
- 戸田守二：1987年 - 2003年
- 加藤久郎：2003年 - 2007年
- 井上舜三：2007年 - 2013年
- 今井雅則：2013年 - 2021年
- 大谷清介：2021年 -

## 最近の諸問題・不祥事
- 2002年5月 1999年下妻市発注の建設工事において、コンサルタント会社を介し、市長から予定落札価格を聞き出していたことが明らかになり、本社への家宅捜索を受けた。また、コンサルタント会社に多額の口利き料を払っていたことも明らかになった。
- 2007年11月 千葉県船橋市発注の下水道管敷設工事で、掘削方向を誤り、マンション敷地などの地下に250メートル以上にわたって下水道管を敷設していたことが明らかになった。
- 2008年8月 東京都港区芝浦の芝浦工業大学新校舎建設中のビル8階工事現場（高さ約32m）から大量の生コンクリート約8トン（約3.5m3）が落下する事故が発生し、歩行中の男性が大怪我を負った。
- 2010年4月 広島県福山市の国立病院機構福山医療センター敷地内の解体工事現場において重機が転倒し、東隣の市道を塞ぐ事故が発生した。転倒の際に付近のガードレール破壊や電線の切断を起こし、病院も含め近隣の510戸が一時停電するなどした。市道は通行量の多い道路であったが、幸いにもけが人はいなかった[35]。

## 主な施工実績

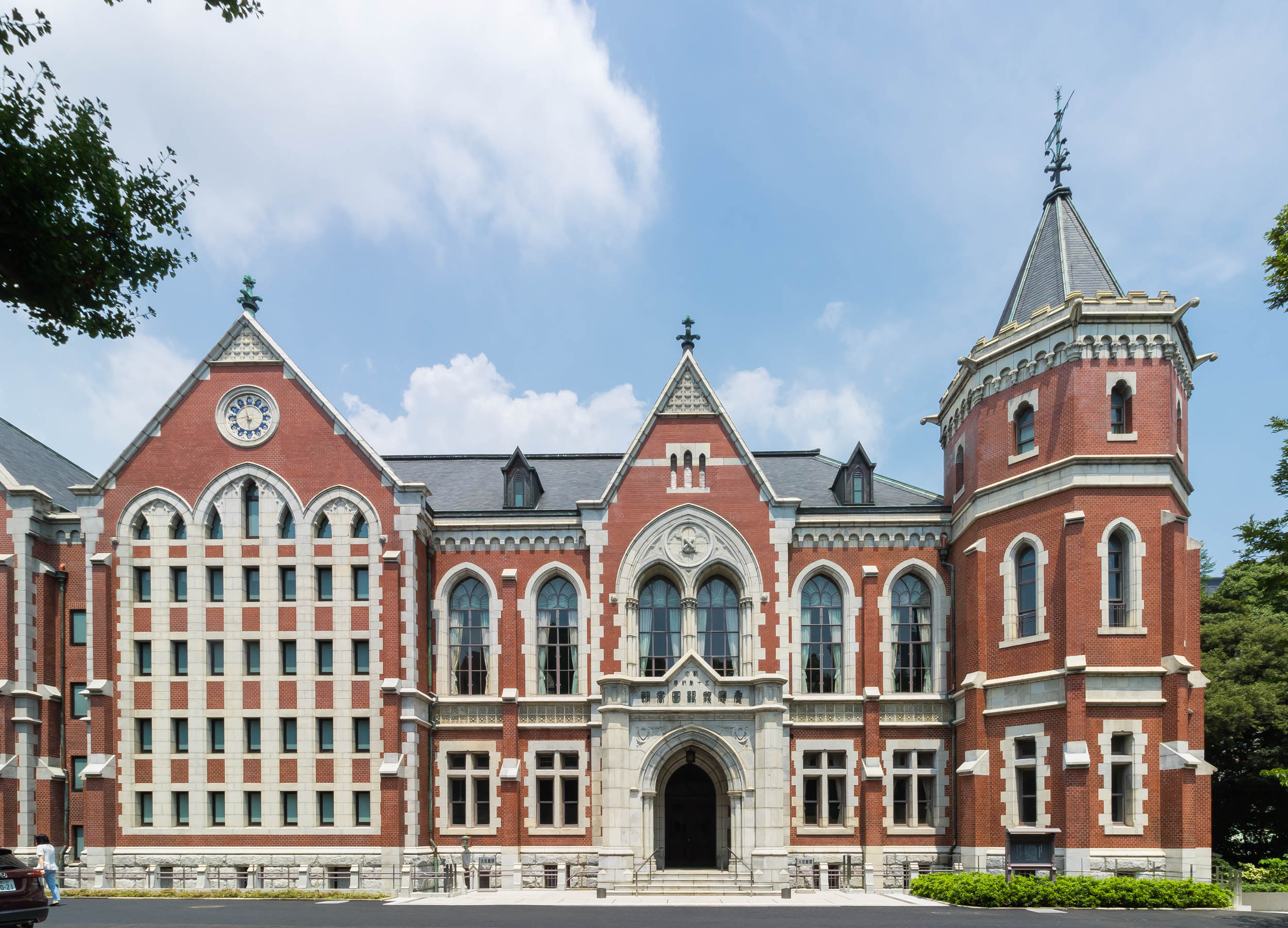
慶應義塾図書館旧館
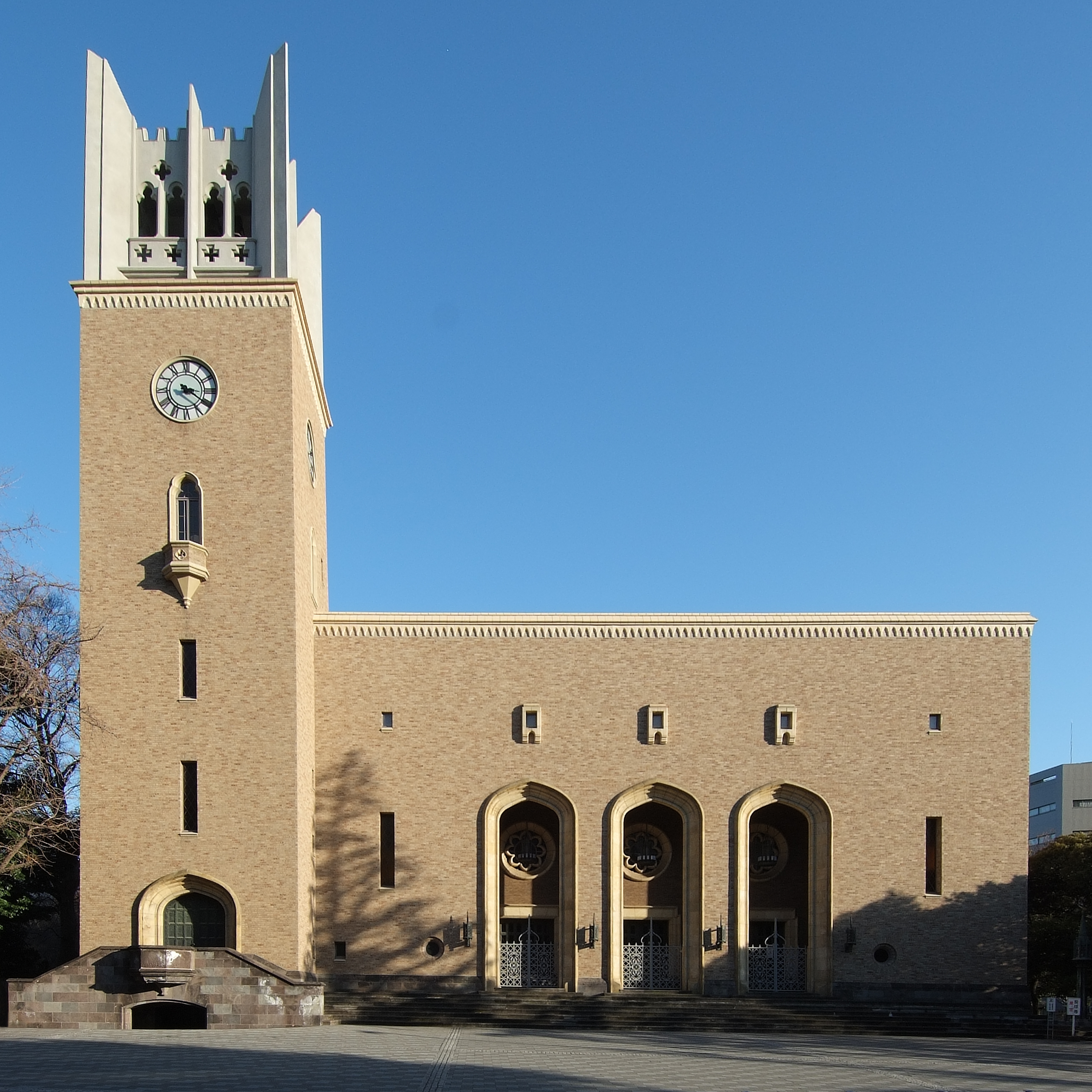
早稲田大学大隈講堂
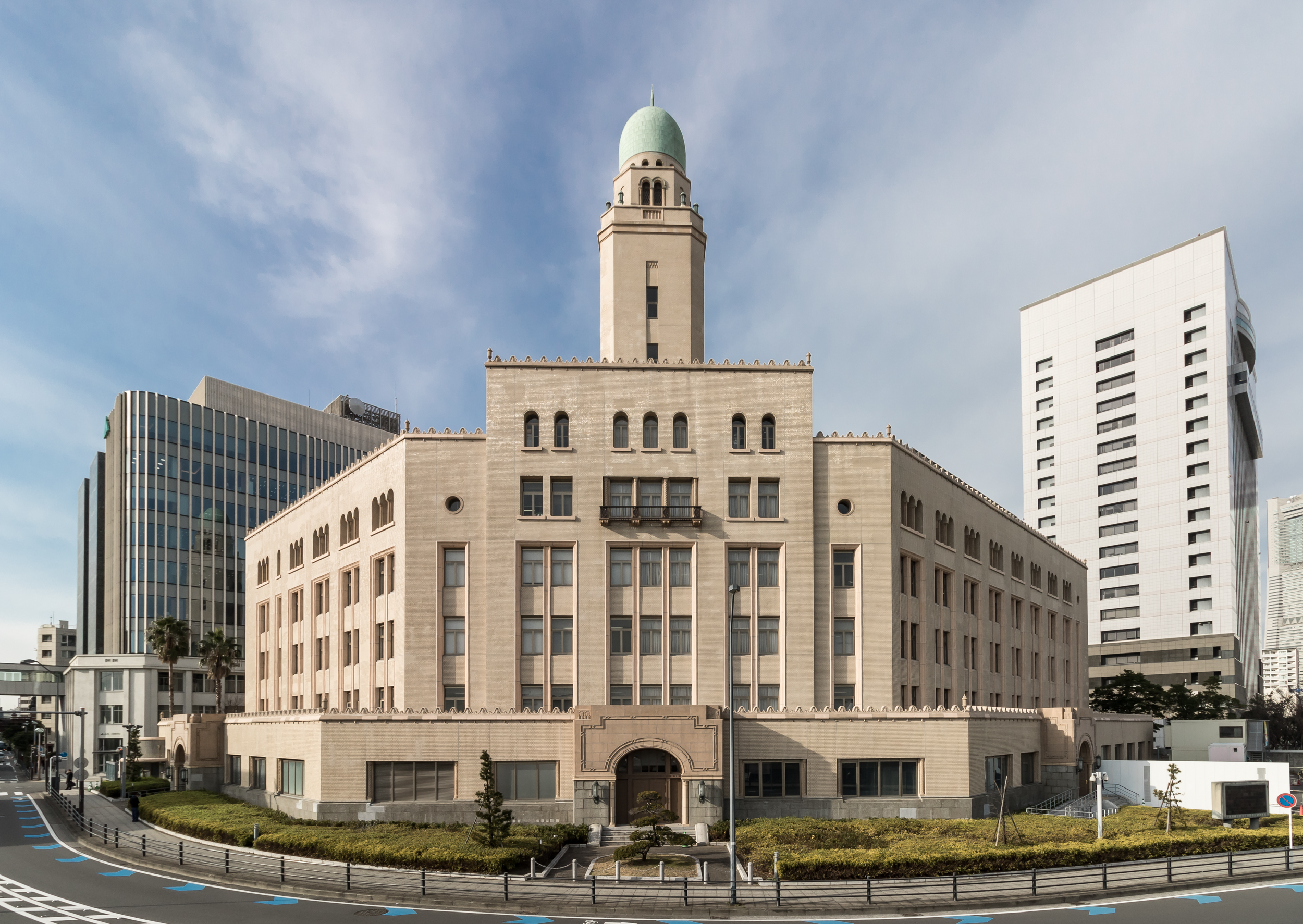
横浜税関本関（第46回BCS賞受賞）
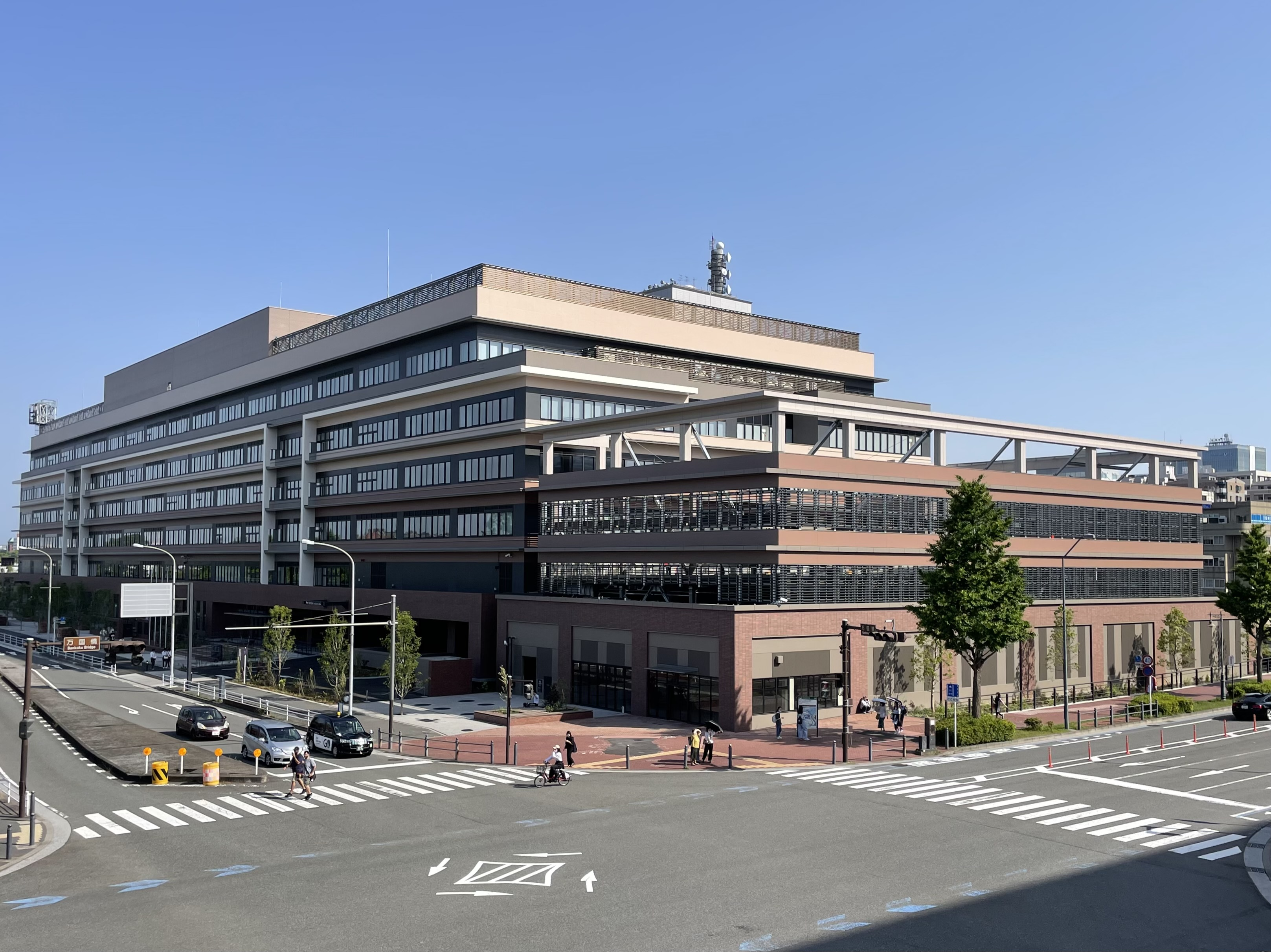
よこはま新港合同庁舎
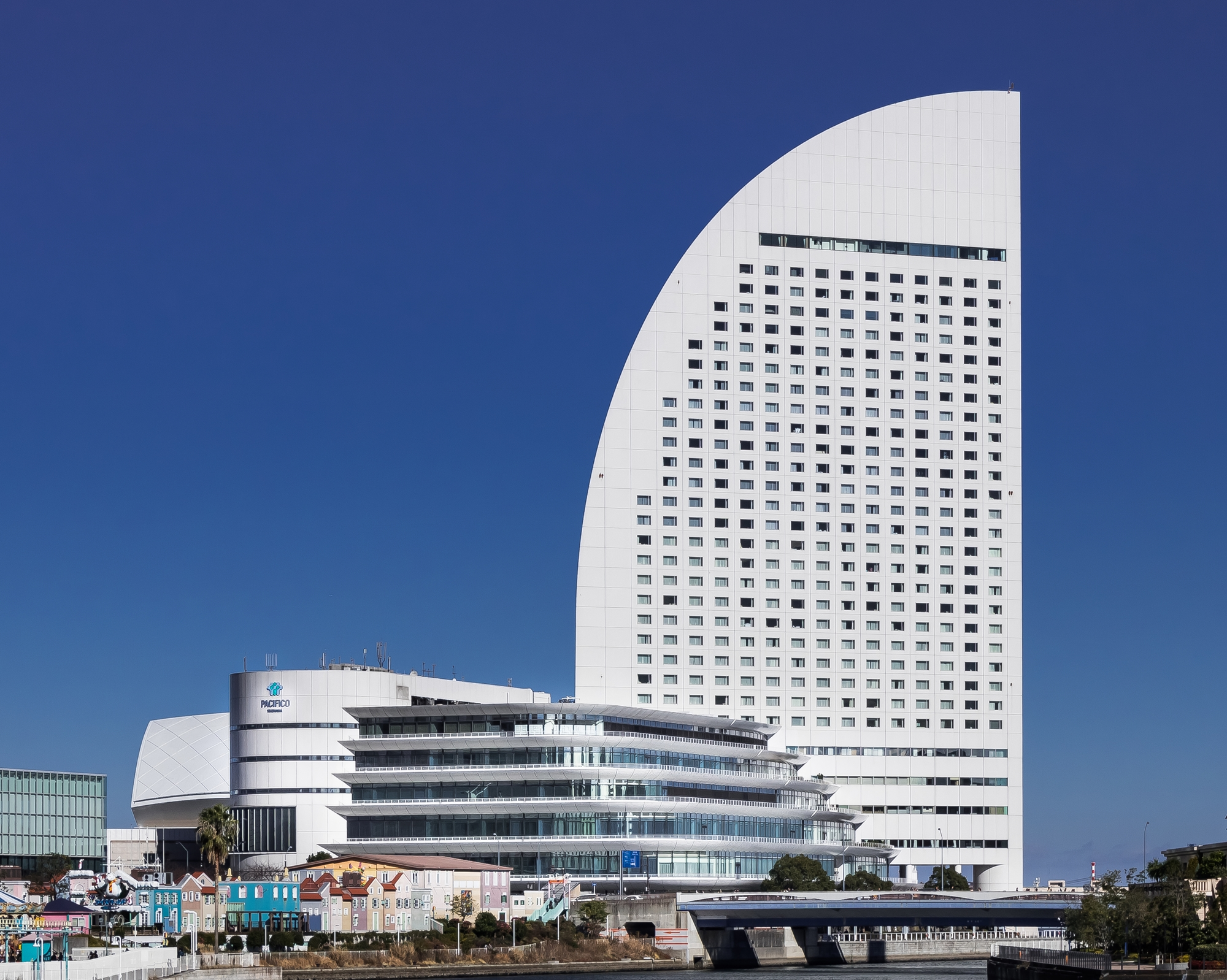
ヨコハマグランドインターコンチネンタルホテル
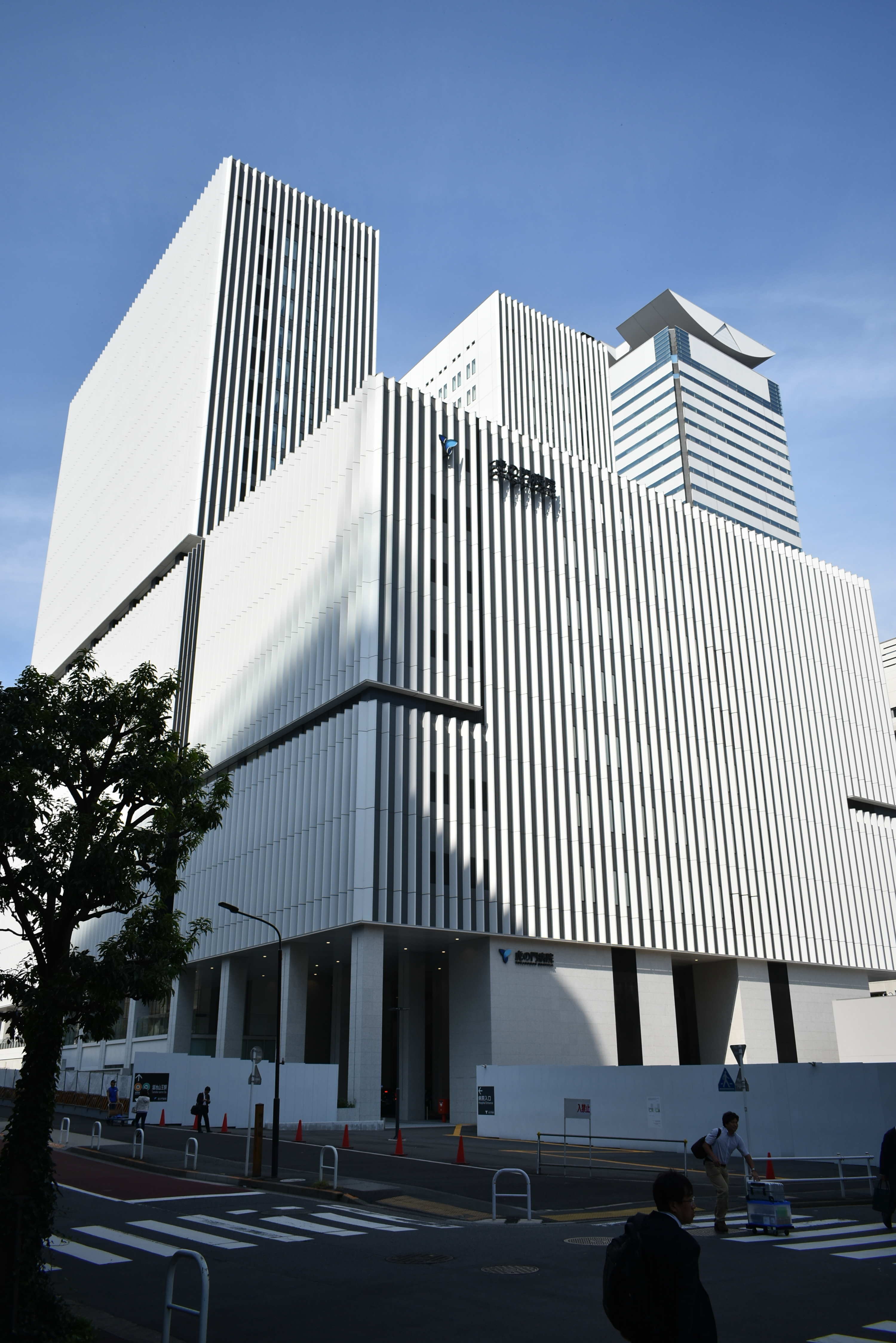
虎の門病院
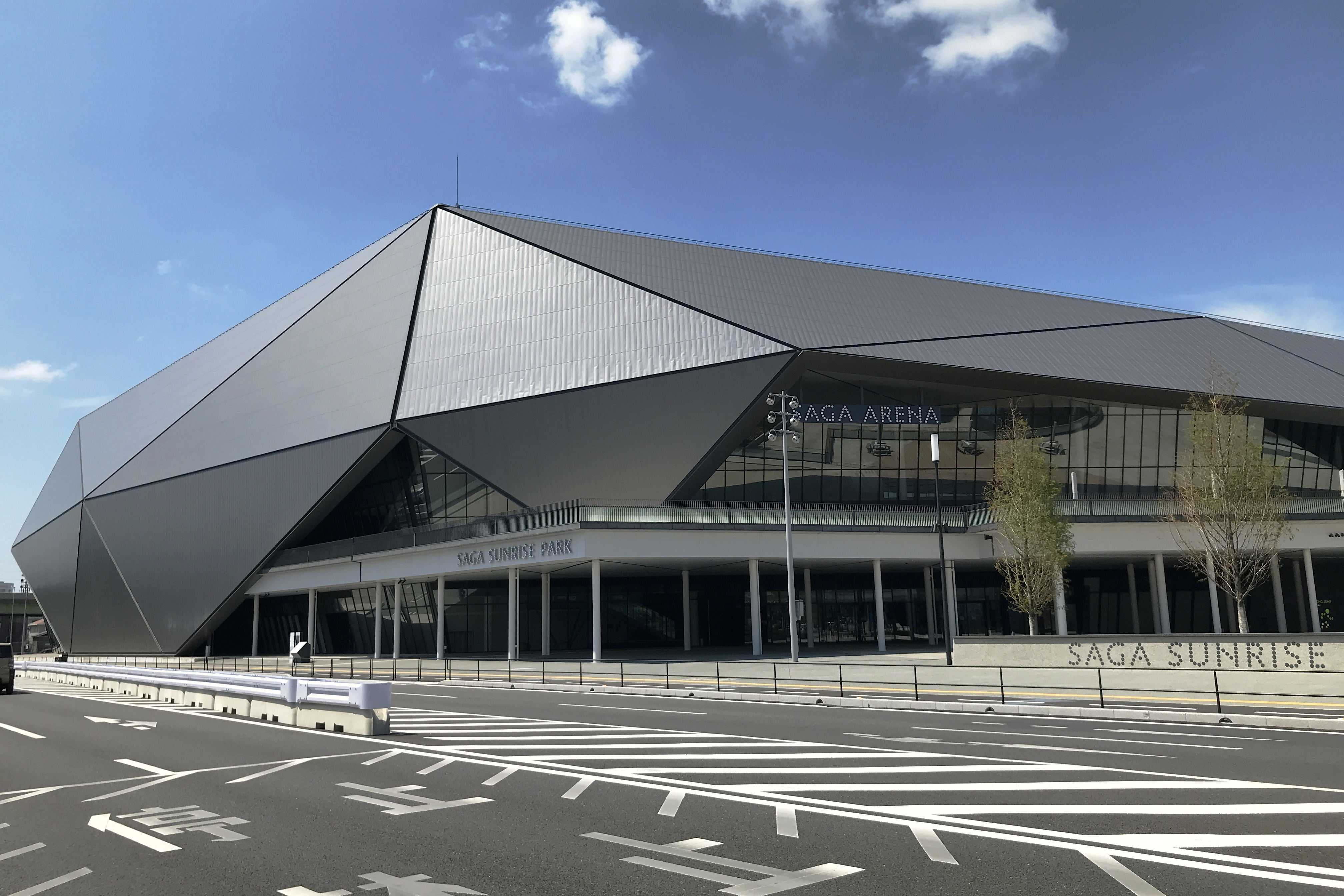
SAGAアリーナ
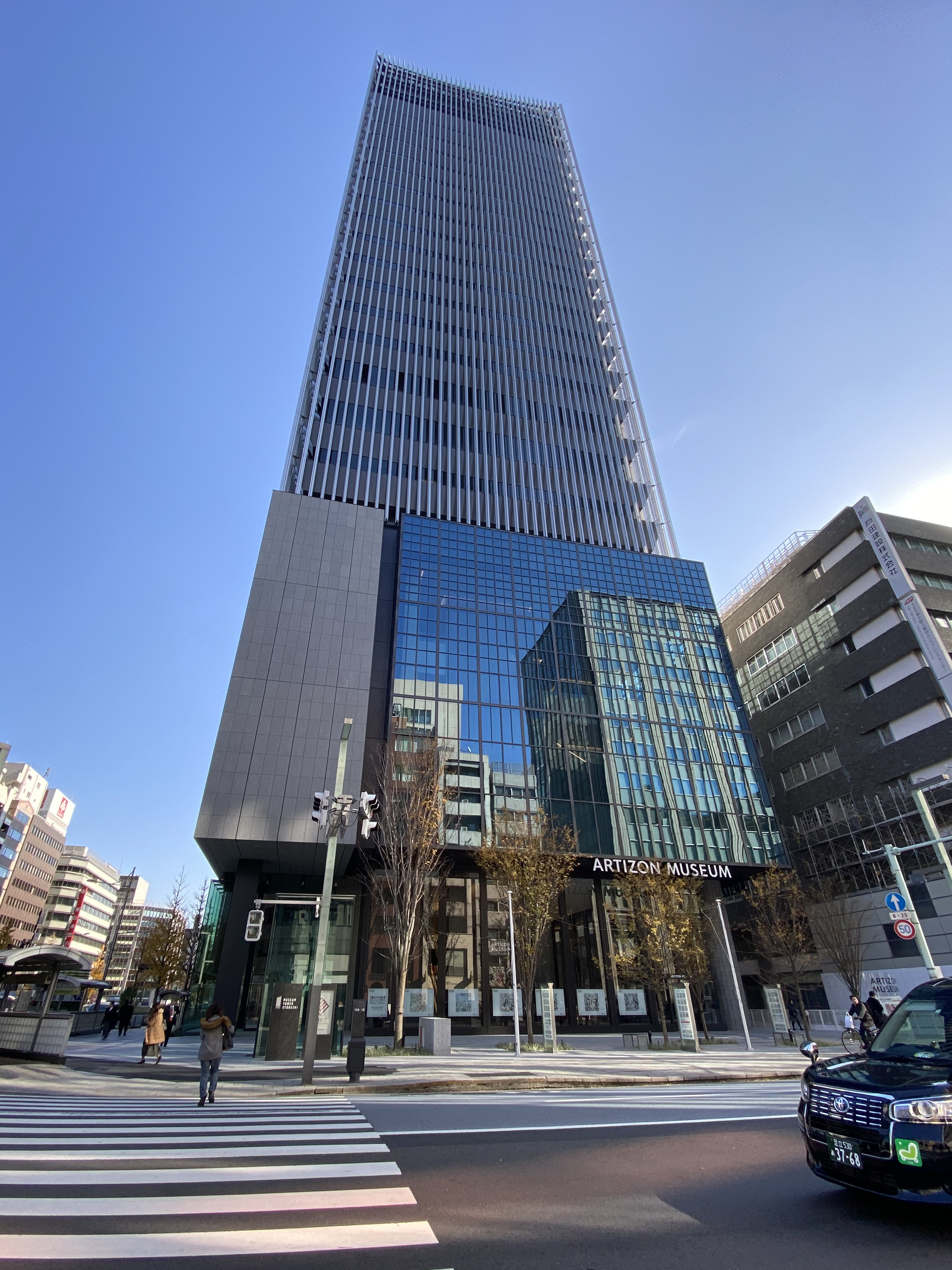
ミュージアムタワー京橋
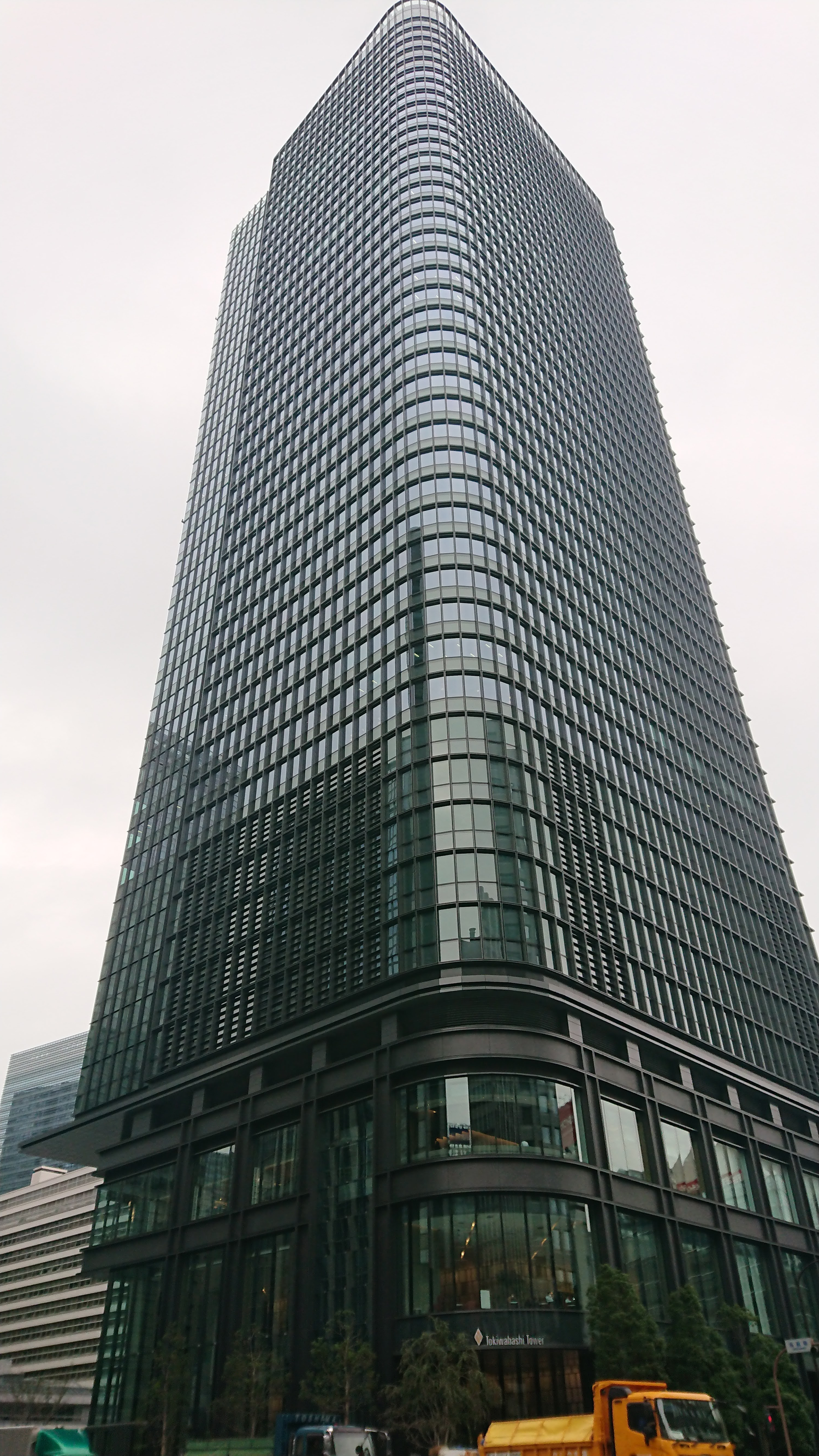
常盤橋タワー
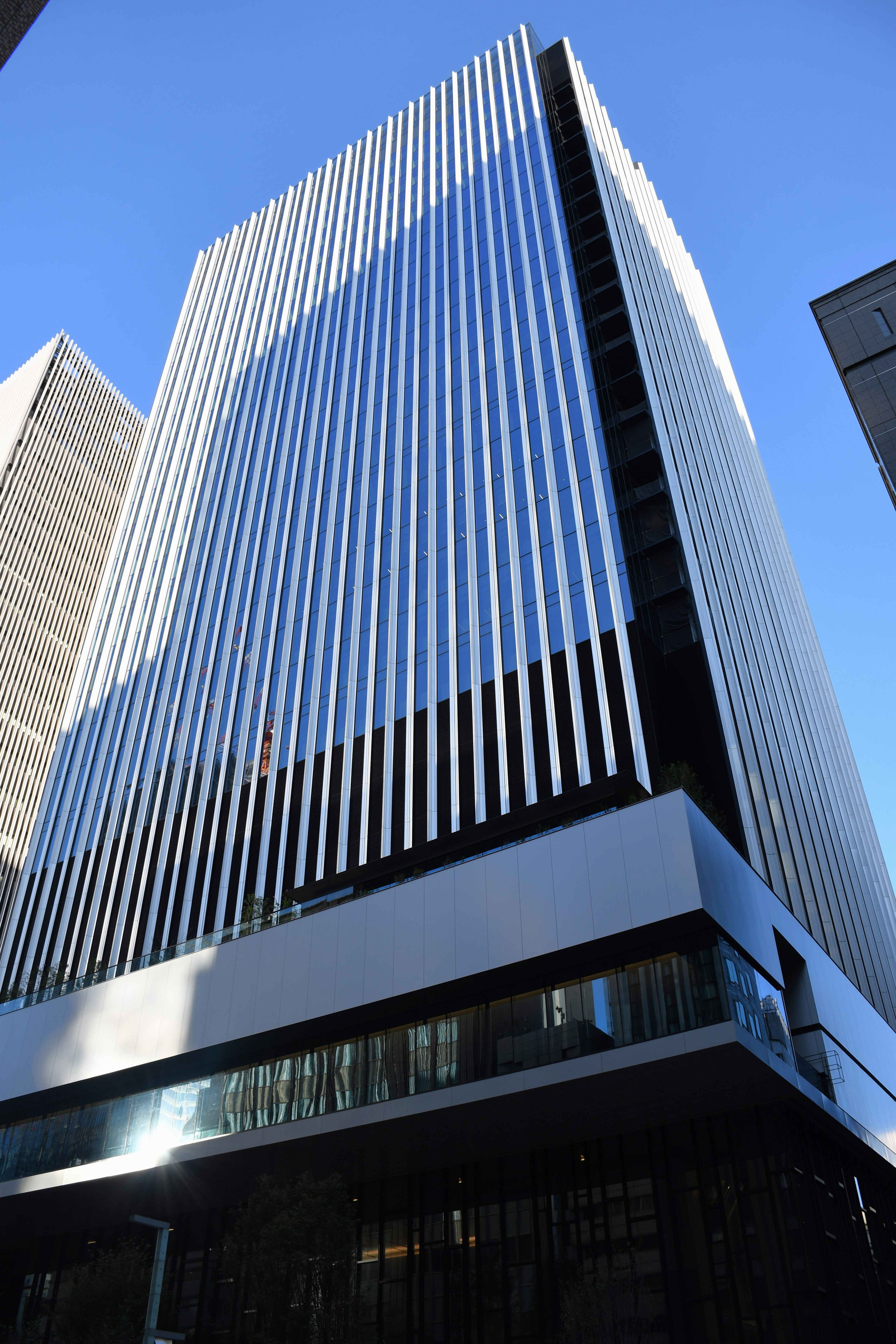
TODA BUILDING

- 学士会館 旧館（1928年竣工）
- 朝香宮邸（1933年竣工）
- 富山県庁舎（1935年竣工）
- 共立女子大学 共立講堂（1938年竣工）
- 愛知県庁舎（1938年竣工）
- 北海道開拓記念館（1970年竣工）
- 新宿アルタ（1980年竣工）
- 対馬空港（1983年竣工）
- 飯田ダム（1991年）
- リーガロイヤルホテル東京（1994年竣工）
- 川口市立医療センター（1994年竣工）
- 北海道大学病院（1994年竣工）
- ナディアパーク・ビジネスセンタービル（1996年竣工）
- 宮ヶ瀬ダム（1997年竣工）
- 東京湾アクアライン（川崎人工島～木更津人工島区間）（1997年竣工）
- 北里大学 北里研究所病院（1999年竣工）
- 日本共産党本部ビル（2000年竣工）
- さいたま新都心合同庁舎（2000年竣工）
- 下関市地方卸売市場唐戸市場（2001年竣工）
- 原町赤十字病院（2001年竣工）
- ちひろ美術館・東京（2002年竣工）
- 京成ホテルミラマーレ（2002年竣工）
- 中部国際空港 空港島造成（2003年竣工）
- 関西国際空港 2期空港島造成（2003年竣工）
- 丸の内オアゾ（2004年竣工）
- 木の花ドーム（2004年竣工）
- みなとみらい線馬車道駅（2004年竣工）
- Wコンフォートタワーズ（2005年竣工）
- 東京国際郵便局（2005年竣工）
- 山田川ダム（2005年竣工）
- 志賀原子力発電所 2号機（2005年竣工）
- 東海大学医学部付属病院（2006年竣工）
- 日本橋丸善東急ビル（2006年竣工）
- 有楽町イトシア（2007年竣工）
- 仙台市天文台（2007年竣工）
- 東京音楽大学100周年記念本館（2007年竣工）
- 新潟市民病院（2007年竣工）
- 武蔵野赤十字病院（2007年竣工）
- 村田製作所本社ビル（2007年竣工）
- 千歳アウトレットモール・レラ（2007年竣工）
- 富士山静岡空港旅客ターミナルビル（2009年竣工）
- 徳島大学病院（2009年竣工）
- 東京国際空港国際線旅客ターミナルビル 北ウィング（2010年竣工）
- 公立昭和病院（2010年竣工）
- 沖縄赤十字病院（2010年竣工）
- 金沢海みらい図書館（2011年竣工）
- 国立病院機構岡山医療センター（2011年竣工）
- 日本海総合病院（2011年竣工）
- 東北大学病院（2012年竣工）
- 聖マリア病院（2012年竣工）
- 日本赤十字社和歌山医療センター（2012年竣工）
- カインズ新本部ビル（2012年竣工）
- 明治大学駿河台キャンパス グローバルフロント（2013年竣工）
- 同志社大学今出川キャンパス 新棟（2013年竣工）
- 多治見市民病院（2013年竣工）
- 岩国医療センター（2013年竣工）
- 埼玉県立がんセンター（2013年竣工）
- 金沢赤十字病院（2014年竣工）
- 福岡市立こども病院（2014年竣工）
- 大崎市民病院（2014年竣工）
- 香川大学医学部附属病院（2014年竣工）
- 京橋トラストタワー（2014年竣工）
- 大手町フィナンシャルシティサウスタワー（2014年竣工）
- 大阪市立大学理系学舎（2015年竣工）
- 東京都立墨東病院（2015年竣工）
- 静岡赤十字病院（2016年竣工）
- 大手町フィナンシャルシティグランキューブ（2016年竣工）
- 九州大学中央図書館（2017年竣工）
- 国立病院機構九州がんセンター（2018年竣工）
- 東京音楽大学中目黒・代官山キャンパス（2019年竣工）
- ミライon図書館（2019年竣工）
- デュシタニ京都（2023年竣工）
- Shibuya Sakura Stage（2023年竣工）
- Paix Paix（2024年竣工）
- HAPPINESS ARENA（2024年完成予定）
- 渋谷マルイ（2026年完成予定）

## 主要拠点
- 本社
  - 本社（東京都中央区京橋1-7-1）
    - 筑波技術研究所（茨城県つくば市要315）
- 支店
  - 札幌支店（北海道札幌市中央区北3条東2-2）
  - 東北支店（宮城県仙台市青葉区一番町2-3-22）
  - 東京支店（東京都中央区京橋1-7-1）
  - 首都圏土木支店（東京都中央区京橋1-7-1）
  - 千葉支店（千葉県千葉市中央区本千葉町15-1）
  - 関東支店（埼玉県さいたま市浦和区高砂2-6-5）
  - 横浜支店（神奈川県横浜市西区みなとみらい4-4-2）
  - 名古屋支店（愛知県名古屋市東区泉1-22-22）
  - 大阪支店（大阪府大阪市西区西本町1-13-47）
  - 広島支店（広島県広島市中区宝町1-20）
  - 四国支店（香川県高松市塩上町2-8-19）
  - 九州支店（福岡県福岡市中央区天神2-13-7）
- 海外事業所
  - ヤンゴン営業所（ミャンマー ヤンゴン）
  - スリランカ工事事務所（スリランカ コロンボ）

## グループ企業

### 国内

#### 建設事業及び建設関連事業
- 戸田道路
- 戸田ビルパートナーズ
- アペックエンジニアリング
- オフショアウィンドファームコンストラクション
- 佐藤工業
- 昭和建設
- ミサワ環境技術

#### 開発・不動産関連事業
- 東和観光開発
  - リヴェルト京都鴨川
  - マリッサリゾート サザンセト 周防大島
  - TSUTAYA BOOKSTORE 常総インターチェンジ
- 五島フローティングウィンドパワー
- TODA農房常総
- 戸田ソーラーエナジー深谷

#### その他事業
- 戸田ファイナンス
- TGCゼネラルサービス
  - 東京サンビームズ

### 海外

#### 建設事業
- タイ戸田建設
- ベトナム戸田建設
  - ハノイ支店
- TOBIC
- PT Tatamulia Nusantara Indah（TATA社）

#### 投資開発事業
- 戸田アメリカ
- 戸田グループインドネシア

#### その他事業
- 戸田インベストメント・ブラジル

## 提供番組
現在
- ザ！鉄腕！DASH!!（日本テレビ系列、日曜日）
- オールナイトニッポン（ニッポン放送、土曜日）
- SDGs MAGAZINE（ニッポン放送、日曜日）

過去
- news zero (日本テレビ系列)
- ドラえもん（テレビ朝日系列）
- 10万円でできるかな（テレビ朝日系列）
- 日曜プライム（テレビ朝日系列）
- ANNニュース（テレビ朝日系列、1990年代後半）
- ゴルフ尾崎兄弟・飯合に挑戦（テレビ東京系列）
- 本渡楓と天津飯大郎の「本渡上陸作戦」(超!A&G+)

## 関連人物
- 戸田順之助 - 名誉会長
- 久野節 - 戸田建設元相談役
- 隈研吾 - 元戸田建設設計統括部所属[36]
- 田井勝馬 - 戸田建設を経て田井勝馬建築設計工房設立[37]
- 岩崎克也 - 東海大学教授[38]